# Kropia
Kropia (gr. Δήμος Κρωπίας, Dimos Kropias) – gmina w Grecji, w administracji zdecentralizowanej Attyka, w regionie Attyka, w jednostce regionalnej Attyka Wschodnia. Siedzibą gminy jest Koropi. W 2011 roku liczyła 30 307 mieszkańców. W skład gminy wchodzą miejscowości: Ajia Marina, Ajos Dimitrios, Karelas, Kitsi i Koropi.